# 袁愷 (景泰庚午舉人)
袁恺（？—？），字廷佐，湖廣荆州府石首縣人，明朝政治人物。進士出身。

## 生平
景泰元年（1450年）庚午科湖廣鄉試舉人。天順四年（1460年）六月擢授河南道監察御史，五年巡按南直隶，弹劾定国公徐永宁欲迁生祖母沈氏合葬祖茔，改嫡祖母张氏葬别所，及请诰封生母并妻之事。天順八年巡按浙江。成化五年（1469年）六月升廣西左參政，丁憂，十一年二月复除原职，十五年十一月升廣東右布政使，十八年五月升左布政使。乞休卒。

## 家族
祖父袁壽先；父袁思明，封御史。妻汪氏，封孺人。子袁宗皋、袁宗夔。宗夔字仲韶，成化癸卯舉人，知四川涪州，终桂林知府。